# 西川潤 (サッカー選手)
西川 潤（にしかわ じゅん、2002年2月21日 - ）は、神奈川県川崎市出身のプロサッカー選手。Jリーグ・サガン鳥栖所属。ポジションはミッドフィールダー、フォワード。

## 来歴

### プロ入り前
中学時代は横浜F・マリノスのジュニアユースで活躍していたが、兄の影響で桐光学園高校へ進学。ドイツのレバークーゼンの練習に参加するなど、国内外から注目を集めていたがキャンプに参加したセレッソ大阪への加入が内定した。

### セレッソ大阪
内定後に特別指定選手に登録されると2019年3月13日、ルヴァンカップ・第2節のヴィッセル神戸戦で途中出場を果たして公式戦デビューを果たした。4月13日、第7節の北海道コンサドーレ札幌戦でリーグ戦デビューを果たした。また、このデビューは柿谷曜一朗に次ぐクラブ史上2番目の若さとなった。
2020年春までに、FCバルセロナは攻撃面における能力を高く評価し、オファーをかけたが、西川の意向で交渉は不成立となった。
2020年にセレッソ大阪へ入団。しかし、新型コロナウイルスによるパンデミックで、2月の第2節以降Jリーグそのものが延期。7月に再開となったが、怪我をしてしまった。8月5日、ルヴァンカップ第2節の浦和レッズ戦で途中出場から正式プロ入り後デビューを果たした。8月15日、第10節の柏レイソル戦で、柿谷曜一朗のドリブルからのフライパスを受けて、J1初ゴールを決めた。FCバルセロナが継続して動向を追っている事が明らかになった。
2021年、坂元達裕の負傷離脱期間には、4-4-2の右サイドハーフで先発出場を得たが、定位置は掴めなかった。小菊昭雄監督の就任以降はセンターフォワードで起用された。

### サガン鳥栖
2021年12月28日、サガン鳥栖へ期限付き移籍で加入。6月1日の天皇杯・ヴェルスパ大分戦で、スタメン出場したが、川井健太監督によると「全然ダメだった。最後は試練として西川を左サイドバックにした。たとえ負けても、その後のリーグ戦、すべて彼の活躍で勝てるかもしれない」と考えたという。監督は「選手を試合に出す基準は、自分に対する変化を怖がらないこと。そういう選手は回線をつなげる作業をする。それさえも嫌がるなら、僕のなかでは『ない』。必死にもがいている選手は使う傾向が強い」と話した。癖があり、リーグ前半戦は全く試合に絡めなかったが、変化をみせて、後半戦からベンチ入りが増えた。第28節ガンバ大阪戦で、加入後リーグ戦初得点を含む1得点1アシストで勝利に貢献した。10月は全試合先発出場で佐賀新聞社がサポーター投票をもとに選出する「月間MVP」に選ばれた。セレッソから他クラブに期限付き移籍中の中島元彦、藤尾翔太、松本凪生と共にそれぞれの場所で活躍をみせた。U-21日本代表に初選出された。

### いわきFC
2024年、いわきFCへ、育成型期限付き移籍。同じくセレッソから育成型期限付き移籍する大迫塁と共闘することになった。

### 代表
2018年にはAFC U-16選手権のメンバーに選出された。決勝のタジキスタン戦では決勝点をきめて優勝し、自身も最優秀選手に輝く活躍を見せた。
2019年10月、FIFA U-17ワールドカップのメンバーに選出。11月3日、第3戦のセネガル戦では決勝点を決めて決勝トーナメント進出に貢献した。
2022年11月にU-21日本代表に初選出された。2023年3月、U-22日本代表に初選出された。

## 所属クラブ
- 青葉FC
- 2014年 - 2016年 横浜F・マリノスジュニアユース
- 2017年 - 2019年 桐光学園高等学校
  - 2019年  セレッソ大阪 (特別指定選手)
- 2020年 -  セレッソ大阪
  - 2022年 - 2023年  サガン鳥栖 (期限付き移籍)
  - 2024年  いわきFC (期限付き移籍)
  - 2025年 -  サガン鳥栖 (期限付き移籍)

## 個人成績
| 国内大会個人成績 | 国内大会個人成績 | 国内大会個人成績 | 国内大会個人成績 | 国内大会個人成績 | 国内大会個人成績 | 国内大会個人成績 | 国内大会個人成績 | 国内大会個人成績 | 国内大会個人成績 | 国内大会個人成績 | 国内大会個人成績 |
| 年度             | クラブ           | 背番号           | リーグ           | リーグ戦         | リーグ戦         | リーグ杯         | リーグ杯         | オープン杯       | オープン杯       | 期間通算         | 期間通算         |
| 年度             | クラブ           | 背番号           | リーグ           | 出場             | 得点             | 出場             | 得点             | 出場             | 得点             | 出場             | 得点             |
| 日本             | 日本             | 日本             | 日本             | リーグ戦         | リーグ戦         | リーグ杯         | リーグ杯         | 天皇杯           | 天皇杯           | 期間通算         | 期間通算         |
| ---------------- | ---------------- | ---------------- | ---------------- | ---------------- | ---------------- | ---------------- | ---------------- | ---------------- | ---------------- | ---------------- | ---------------- |
| 2019             | C大阪            | 51               | J1               | 1                | 0                | 2                | 0                | -                | -                | 3                | 0                |
| 2020             | C大阪            | 49               | J1               | 13               | 1                | 2                | 0                | -                | -                | 15               | 1                |
| 2021             | C大阪            | 18               | J1               | 17               | 0                | 1                | 0                | 2                | 0                | 20               | 0                |
| 2022             | 鳥栖             | 18               | J1               | 14               | 1                | 1                | 1                | 1                | 0                | 16               | 2                |
| 2023             | 鳥栖             | 18               | J1               | 21               | 0                | 3                | 0                | 1                | 1                | 25               | 1                |
| 2024             | いわき           | 7                | J2               | 35               | 3                | 0                | 0                | 2                | 0                | 37               | 3                |
| 2025             | 鳥栖             | 11               | J2               |                  |                  |                  |                  |                  |                  |                  |                  |
| 通算             | 日本             | 日本             | J1               | 66               | 2                | 9                | 1                | 4                | 1                | 79               | 4                |
| 通算             | 日本             | 日本             | J2               | 35               | 3                | 0                | 0                | 2                | 0                | 37               | 3                |
| 総通算           | 総通算           | 総通算           | 総通算           | 101              | 5                | 9                | 1                | 6                | 1                | 116              | 7                |

| 2019   | C大23  | 51     | J3     | 1 | 0 | 1 | 0 |
| 通算   | 日本   | 日本   | J3     | 1 | 0 | 1 | 0 |
| 総通算 | 総通算 | 総通算 | 総通算 | 1 | 0 | 1 | 0 |

- 2019年は特別指定選手

## タイトル

### クラブ
横浜F・マリノスジュニアユース
- 日本クラブユースサッカー選手権 (U-15)大会（2015年）

桐光学園高校
- 全国高等学校総合体育大会サッカー競技大会（2019年）

### 代表
U-16日本代表
- AFC U-16選手権（2018年）

### 個人
- AFC U-16選手権・MVP（2018年）
- 全国高等学校総合体育大会サッカー競技大会・優秀選手（2018年）
- 全国高等学校サッカー選手権大会・優秀選手（2018年）
- 全国高等学校総合体育大会サッカー競技大会・優秀選手（2019年）
- サガン鳥栖サポーターが選ぶ10月のMVP (2022年)

## 代表
- U-15日本代表
  - デッレナツィオーニトーナメント（2016年）
  - スポーツ・フォー・トゥモロープログラム 南アジア・日本U-16サッカー交流（2017年）
  - AFC U-16選手権・予選（2017年）
- U-16日本代表
  - モンテギュー国際大会（2017年）
  - U-16インターナショナルドリームカップ（2017年）
  - CFA International Youth Football Tournament Jiangyin 2018（2018年）
  - AFC U-16選手権（2018年）
  - U-16 Four Nations Tournament（2018年）
- U-17日本代表
  - エクアドル遠征（2019年）
  - FIFA U-17ワールドカップ（2019年）
- U-19日本代表
  - ブラジル遠征（2018年）
- 日本高校サッカー選抜
  - NEXT GENERATION MUCH（2019年）
- U-20日本代表
  - 欧州遠征（2019年）
  - FIFA U-20ワールドカップ（2019年）
- U-21日本代表
  - 欧州遠征（2022年）
- U-22日本代表
  - 欧州遠征（2023年）
  - アジア競技大会サッカー競技（2023年）